# Henry Cubitt, 4. Baron Ashcombe

Wappen des Baron Ashcombe

Henry Edward Cubitt, 4. Baron Ashcombe (* 31. März 1924; † 4. Dezember 2013 auf Sudeley Castle, Gloucestershire) war ein britischer Peer und Politiker (Conservative Party).

## Leben
Er war ein Nachkomme des Architekten und Baumeisters Thomas Cubitt (1788–1855), der bedeutende Prachtbauten in den Londoner Stadtteilen Bloomsbury, Pimlico und Belgravia schuf. Er wurde als ältester Sohn von Roland Calvert Cubitt, 3. Baron Ashcombe (1899–1962) und dessen erster Ehefrau Sonia Rosemary Keppel (1900–1986) geboren. Seine Großmutter war Alice Keppel, die letzte und berühmteste Mätresse des britischen Königs Eduard VII.; sie starb 1947. Seine Schwester Rosalind Maud Cubitt (1921–1994) heiratete im Januar 1946 Major Bruce Shand. Ihre gemeinsame Tochter ist Camilla Parker-Bowles; Ashcombe war somit der Onkel der Duchess of Cornwall.
Mit dem Tod seines Vaters erbte er am 28. Oktober 1962 dessen Adelstitel als 4. Baron Ashcombe.
Cubitt besuchte das Eton College. Im Zweiten Weltkrieg diente er bei der Royal Air Force. Er war als Trainingspilot in Kanada stationiert. Nach dem Ende des Zweiten Weltkriegs widmete er sich der Leitung und Verwaltung des Familienvermögens. Er war zeitweise im Vorstand von über dreißig Gesellschaften, teilweise in Verbindung mit amerikanischen und kanadischen Investoren. Er war Vorstandsvorsitzender (Chairman) des familieneigenen Bauunternehmens Holland, Hannen & Cubitts, als es die Mehrheitsbeteiligung bei der ACI Property Corporation hielt, welche die Le Cartier Apartments in Montreal erbaute, 1965 das höchste Wohngebäude im Commonwealth. 1970 veräußerte er als Inhaber der Firma CR Construction Limited das ihm gehörende Pimlico-Anwesen mit 480 Wohnungen im Londoner Stadtteil Victoria an internationales Konsortium, welches vom Hanson Trust kontrolliert wurde.
1985 verkaufte er sein Familienanwesen in der Grafschaft Surrey; seither verfügte er über keinen eigenen Grundbesitz mehr; bereits 1958 hatte er den Familienbesitz Denbies in der Nähe von Dorking an den National Trust verkauft.
Von 1961 bis 1968 war er Generalkonsul des Fürstentums Monaco, mit Dienstsitz in London. In späteren Jahren war Cubitt Vorsitzender (Chairman) von Sudeley Estes. In dieser Funktion war er, gemeinsam mit seiner dritten Ehefrau, für die Verwaltung, die Renovierung und den Wiederaufbau von Sudeley Castle, einer mittelalterlichen Festung in den Cotswolds, in der Nähe von Winchcombe in der englischen Grafschaft Gloucestershire, und Sterbeort von Katherine Parr, der Witwe des Königs Heinrich VIII. von England, verantwortlich. Er baute u. a. Cottages auf dem Anwesen aus und machte Sudeley Castle zu einer Attraktion für Touristen.
Er widmete sich auch umfangreich caritativen Aufgaben. Er unterstützte Wohltätigkeitsorganisationen, u. a. den Rehabilitation for Addicted Prisoners Trust (RAPt) und The Bridges, eine Klinik des RAPt für Alkohol- und Drogenkranke in Hull. Er hatte selbst lange Jahre unter Alkoholismus gelitten.

## Mitgliedschaft im House of Lords
Mit dem Erbe des Titels des Baron Ashcombe wurde Cubitt am 28. Oktober 1962 offizielles Mitglied des House of Lords, dort saß er für die Conservative Party, verstand sich jedoch nicht als Politiker. Der Fraktion der Konservativen im House of Lords schloss er sich nie offiziell an. Erst elf Jahre nach Beginn seiner Mitgliedschaft legte er im House of Lords den Amtseid ab. Seine Antrittsrede erfolgte am 8. Mai 1974 im Rahmen einer Debatte zur Erdöl- und Erdgas-Produktion.
Er war durchschnittlich an ein bis zwei Sitzungstagen in der Parlamentsperiode anwesend. Im Hansard sind für ihn keine weiteren Wortmeldungen oder die Teilnahme an Abstimmungen dokumentiert. Seine Mitgliedschaft im House of Lords endete am 11. November 1999 durch den House of Lords Act 1999.

## Familie und Privates
Cubitt war dreimal verheiratet. Am 12. September 1955 heiratete er die US-Amerikanerin Ghislaine Dresselhuys († 2000), die Tochter von Cornelius William Dresselhuys und dessen Ehefrau Edith Merandon du Plessis. Die Ehe wurde 1968 geschieden.  Am 1. Januar 1973 heiratete er in zweiter Ehe Virginia Carrington, die jüngere Tochter von Peter Carington, 6. Baron Carrington, und dessen Ehefrau Iona Ellen McClean; die Trauung fand im Kensington Register Office, im Stadtteil Kensington in London statt. Seine zweite Ehe wurde 1979 geschieden. Am 29. März 1979 heiratete er schließlich in dritter Ehe die in Kentucky geborene US-Amerikanerin Mary Elizabeth Chipps, die Tochter Dr. Henry Davis Chipps. Sie war die Witwe von Mark Dent-Brocklehurst († 1972), einem Freund Cubitts. Alle seine Ehen blieben kinderlos.
Er lebte seit seiner Vermählung mit seiner dritten Ehefrau auf Sudeley Castle, das seiner zweiten Ehefrau und deren beiden Kindern aus erster Ehe gemeinsam, u. a. seinem Stiefsohn Henry Dent-Brocklehurst, gehörte. Cubitt starb Anfang Dezember 2013 im Alter von 89 Jahren an seinem letzten Wohnsitz Sudeley Castle. Die Beisetzung fand am 12. Dezember 2013 statt; die Trauerfeier war in der St Mary’s Church auf Sudeley Castle.
Seinen Adelstitel erbte sein Neffe zweiten Grades, Mark Edward Cubitt (* 1964), ein Urenkel von Henry Cubitt, 2. Baron Ashcombe. Mark Cubitt ist verheiratet und hat zwei Söhne.